# Élan (chanson)
Pour les articles homonymes, voir Élan (homonymie).
Singles de Nightwish
The Crow, the Owl and the Dove
(2012) Endless Forms Most Beautiful
(2015)
Élan est le premier single extrait du huitième album de Nightwish intitulé Endless Forms Most Beautiful. Il sort le 13 février 2015 chez Nuclear Blast. Il s'agit de la toute première chanson du groupe à présenter la chanteuse Floor Jansen et le multi-instrumentiste Troy Donockley comme membre officiel ; en plus de présenter le batteur Kai Hahto comme remplaçant temporaire de Jukka Nevalainen.
La chanson est annoncée via le site officiel du groupe le 8 décembre 2014, et est selon le claviériste Tuomas Holopainen, un « merveilleux aperçu de l'album, qui donnera un petit goût mais ne révélera que très peu du grand voyage actuel à venir ». La chanson sort en CD, en vinyle de différentes couleurs et sur les plateformes de téléchargements.
Le single contient la chanson Sagan, un hommage au scientifique Carl Sagan, qui n'est pas incluse sur l'album. Holopainen déclare que le groupe voulait inclure la chanson dans la liste finale des pistes de l'album, mais que cela aurait dépassé la limite de 80 minutes d'un CD conventionnel, donc ils ont préféré la laisser de côté.

## Pistes
Toutes les chansons sont écrites et composées par Tuomas Holopainen.
| No | Titre                              | Durée      |
| -- | ---------------------------------- | ---------- |
| 1. | Élan                               | 4 min 48 s |
| 2. | Sagan Single-exclusive bonus track | 4 min 45 s |
| 3. | Élan Alternative version           | 4 min 26 s |
| 4. | Élan Radio Edit                    | 4 min 39 s |